# Chloé Paquet
Chloé Paquet (* 1. Juli 1994 in Versailles) ist eine französische Tennisspielerin.

## Karriere
Paquet begann mit sechs Jahren das Tennisspielen, ihr bevorzugtes Terrain ist der Sandplatz. Sie spielt überwiegend Turniere der ITF Women’s World Tennis Tour, auf der sie bislang sieben Einzel- und einen Doppeltitel gewonnen hat.
Für die French Open 2014 erhielt sie eine Wildcard für das Damendoppel, schied mit ihrer Partnerin aber bereits in der ersten Runde aus. Sie konnte dort 2015 wiederum mit einer Wildcard an den Start gehen, und zwar sowohl im Mixed, im Doppel und in der Qualifikation der Einzelkonkurrenz. Während sie im Mixed und Doppel bereits in Runde eins scheiterte, konnte sie im Einzel zunächst ihre Landsfrau Lou Brouleau besiegen; in der zweiten Runde der Qualifikation verlor sie dann gegen Paula Kania mit 2:6, 6:4 und 4:6.

## Turniersiege

### Einzel
| Nr. | Datum             | Turnier            | Kategorie   | Belag             | Finalgegnerin      | Ergebnis       |
| --- | ----------------- | ------------------ | ----------- | ----------------- | ------------------ | -------------- |
| 1.  | 14. Juni 2014     | Minsk              | ITF $10.000 | Sand              | Lidsija Marosawa   | 6:2, 6:4       |
| 2.  | 20. Oktober 2018  | Joué-lès-Tours     | ITF $25.000 | Hartplatz         | Myrtille Georges   | 7:6, 6:2       |
| 3.  | 4. Juli 2021      | Breslau            | ITF W25     | Sand              | İpek Öz            | 4:6, 6:3, 6:3  |
| 4.  | 25. Juli 2021     | Kiew               | ITF W25     | Sand              | Fanny Stollár      | 7:63, 3:6, 6:4 |
| 5.  | 24. Oktober 2021  | Netanja            | ITF W25     | Hartplatz         | Matilda Mutavdzic  | 6:3, 6:3       |
| 6.  | 31. Oktober 2021  | Poitiers           | ITF W80     | Hartplatz (Halle) | Simona Waltert     | 6:4, 6:3       |
| 7.  | 3. September 2023 | Collonge-Bellerive | ITF W60     | Sand              | Lucrezia Stefanini | 6:2, 6:1       |

### Doppel
| Nr. | Datum           | Turnier  | Kategorie   | Belag | Partnerin               | Finalgegnerinnen                | Ergebnis |
| --- | --------------- | -------- | ----------- | ----- | ----------------------- | ------------------------------- | -------- |
| 1.  | 15. Januar 2017 | Hammamet | ITF $15.000 | Sand  | María Teresa Torró Flor | Josephine Boualem Julia Grabher | 6:3, 6:2 |

## Abschneiden bei Grand-Slam-Turnieren

### Einzel
| Turnier         | 2015 | 2016 | 2017 | 2018 | 2019 | 2020 | 2021 | 2022 | 2023 | 2024 | 2025 | Karriere |
| --------------- | ---- | ---- | ---- | ---- | ---- | ---- | ---- | ---- | ---- | ---- | ---- | -------- |
| Australian Open | —    | —    | —    | —    | Q1   | Q1   | 1    | Q1   | Q1   | Q1   | 1    | 1        |
| French Open     | Q2   | Q1   | 2    | 1    | 1    | 1    | 1    | 1    | Q2   | 3    | 1    | 3        |
| Wimbledon       | —    | —    | —    | —    | Q1   |      | —    | 1    | Q2   | Q2   | Q1   | 1        |
| US Open         | —    | —    | Q1   | —    | Q1   | —    | Q1   | Q3   | Q1   | 1    |      | 1        |

Zeichenerklärung: S = Turniersieg; F, HF, VF, AF = Einzug ins Finale / Halbfinale / Viertelfinale / Achtelfinale; 1, 2, 3 = Ausscheiden in der 1. / 2. / 3. Hauptrunde; Q1, Q2, Q3 = Ausscheiden in der 1. / 2. / 3. Qualifikationsrunde; nicht ausgetragen

### Doppel
| Turnier         | 2014 | 2015 | 2016 | 2017 | 2018 | 2019 | 2020 | 2021 | 2022 | 2023 | 2024 | Karriere |
| --------------- | ---- | ---- | ---- | ---- | ---- | ---- | ---- | ---- | ---- | ---- | ---- | -------- |
| Australian Open | —    | —    | —    | —    | —    | —    | —    | —    | —    | —    | —    | —        |
| French Open     | 1    | 1    | 1    | 2    | —    | 1    | 1    | AF   | 1    | 1    | 1    | AF       |
| Wimbledon       | —    | —    | —    | —    | —    | —    |      | —    | 1    | —    | —    | 1        |
| US Open         | —    | —    | —    | —    | —    | —    | —    | —    | —    | —    | —    | —        |

### Mixed
| Turnier         | 2015 | 2016 | 2017 | 2018 | 2019 | 2020 | 2021 | 2022 | 2023 | 2024 | 2025 | Karriere |
| --------------- | ---- | ---- | ---- | ---- | ---- | ---- | ---- | ---- | ---- | ---- | ---- | -------- |
| Australian Open | —    | —    | —    | —    | —    | —    | —    | —    | —    | —    | —    | —        |
| French Open     | 1    | —    | AF   | 1    | —    |      | —    | 1    | 1    | 1    | 1    | AF       |
| Wimbledon       | —    | —    | —    | —    | —    |      | —    | —    | —    | —    | —    | —        |
| US Open         | —    | —    | —    | —    | —    |      | —    | —    | —    | —    |      | —        |